# Колалто Сабино
Колалто Сабино (итал. Collalto Sabino) је насеље у Италији у округу Ријети, региону Лацио.
Према процени из 2011. у насељу је живело 349 становника. Насеље се налази на надморској висини од 916 м.

## Становништво
| 1936. | 1951. | 1961. | 1971. | 1981. | 1991. | 2001. | 2011. |
| ----- | ----- | ----- | ----- | ----- | ----- | ----- | ----- |
| 1.337 | 1.222 | 1.033 | 810   | 607   | 539   | 497   | 440   |